# Sandra Milo
Sandra Milo (ur. 11 marca 1933 w Tunisie, zm. 29 stycznia 2024 w Rzymie) – włoska aktorka filmowa, telewizyjna i teatralna.

## Życiorys
Dzieciństwo spędziła w Vicopisano niedaleko Pizy. W wieku 15 lat wyszła za mąż za markiza Cesare Rodighiero, jednak rozeszła się z nim przed upływem miesiąca od ślubu. Później jej mężami byli Moris Ergas (miała z nim córkę Deborę) i Ottavio De Lollis (z nim miała dwoje dzieci – Ciro i Azzurrę).
Debiutowała w filmie w 1955. Najbardziej znana jest z ról w filmach Federica Felliniego Osiem i pół (1963) oraz Giulietta i duchy (1965). Obydwie kreacje przyniosły jej nagrodę Srebrnej Taśmy dla najlepszej włoskiej aktorki drugoplanowej.

## Wybrana filmografia
- 1955: Kawaler (Lo scapolo), reż. Antonio Pietrangeli – jako Gabriella
- 1956: Helena i mężczyźni (Eléna et les hommes), reż. Jean Renoir – epizod
- 1958: Toto na księżycu (Totò nella luna), reż. Steno – jako Tatiana
- 1959: Generał della Rovere (Il generale Della Rovere), reż. Roberto Rossellini – jako Olga
- 1959: Zielona kobyła (La Jument verte), reż. Claude Autant-Lara – jako Marguerite Maloret
- 1960: Adua i towarzyszki (Adua e le compagne), reż. Antonio Pietrangeli – jako Lolita
- 1961: Duchy w Rzymie (Fantasmi a Roma), reż. Antonio Pietrangeli – jako Flora di Roviano
- 1961: Vanina Vanini (Vanina Vanini), reż. Roberto Rossellini – jako Vanina Vanini
- 1963: Osiem i pół (8½), reż. Federico Fellini – jako Carla
- 1963: Kobiety, strzeżcie się! (Méfiez-vous, mesdames!), reż. André Hunebelle – jako Henriette
- 1964: Pan do towarzystwa (Un monsieur de compagnie), reż. Philippe de Broca – jako Maria
- 1965: Giulietta i duchy (Giulietta degli spiriti), reż. Federico Fellini – jako Susy / Iris / Fanny
- 1965: Parasol (L’ombrellone), reż. Dino Risi – jako Giuliana Marletti
- 2003: Serce gdzie indziej (Il cuore altrove), reż. Pupi Avati – jako Arabella
- 2018: W domu wszystko dobrze (A casa tutti bene), reż Gabriele Muccino – jako Maria